# Психолошка прва помоћ
Психолошка прва помоћ је техника осмишљена да смањи појаву посттрауматског стресног поремећаја. Развио ју је први пут Национални центар за посттрауматски стресни поремећај, одељења Министарства за борачка питања Сједињених Држава, 2006. године. Ову техннику су касније проширили Међународна федерација друштава Црвеног крста и Црвеног полумесеца, Тим за хитне интервенције у заједници (ЦЕРТ), Америчко психолошко удружење (АПА) и многи други.  

## Дефиниција
Прва психолошка помоћ је модуларни приступ заснован на помоћи људима у ситуацији непосредно након катастрофе и тероризма како би се смањила почетна невоља и подстакло краткорочно и дугорочно адаптивно функционисање. Користили су га стручњаци за ментално здравље, али и добровољци. Друге карактеристике укључују ненаметљиву прагматичну негу и процену потреба. Овај термин е укључује нужно расправу о трауматском догађају.

### Компоненте
- Заштита од даљег оштећења
- Могућност разговора без притиска
- Активно слушање
- Саосећање
- Решавање забринутости
- Разговарање о стратегијама суочавања
- Социјална подршка
- Даље упућивање

### Кораци
- Први контакт са жртвама
- Стварање осећаја сигурност
- Стабилизација
- Прикупљање информација
- Практична помоћ
- Веза са социјалном подршком